# Someone Great
Someone Great è un film del 2019 diretto da Jennifer Kaytin Robinson. 
Il film è una commedia con protagonisti Gina Rodriguez, Brittany Snow e DeWanda Wise. Il trailer è stato pubblicato 8 marzo 2019.
La pubblicazione è avvenuta il 19 aprile 2019 sulla piattaforma Netflix.

## Trama
Jenny, aspirante giornalista musicale, ha appena ottenuto il lavoro dei suoi sogni in un’iconica rivista e sta per trasferirsi a San Francisco. Piuttosto che avere una relazione a distanza, lo storico fidanzato con cui sta da nove anni decide di porre fine al loro rapporto. Per consolarsi, Jenny invita le due migliori amiche Erin e Blair a concedersi un’ultima folle notte a New York.

## Produzione

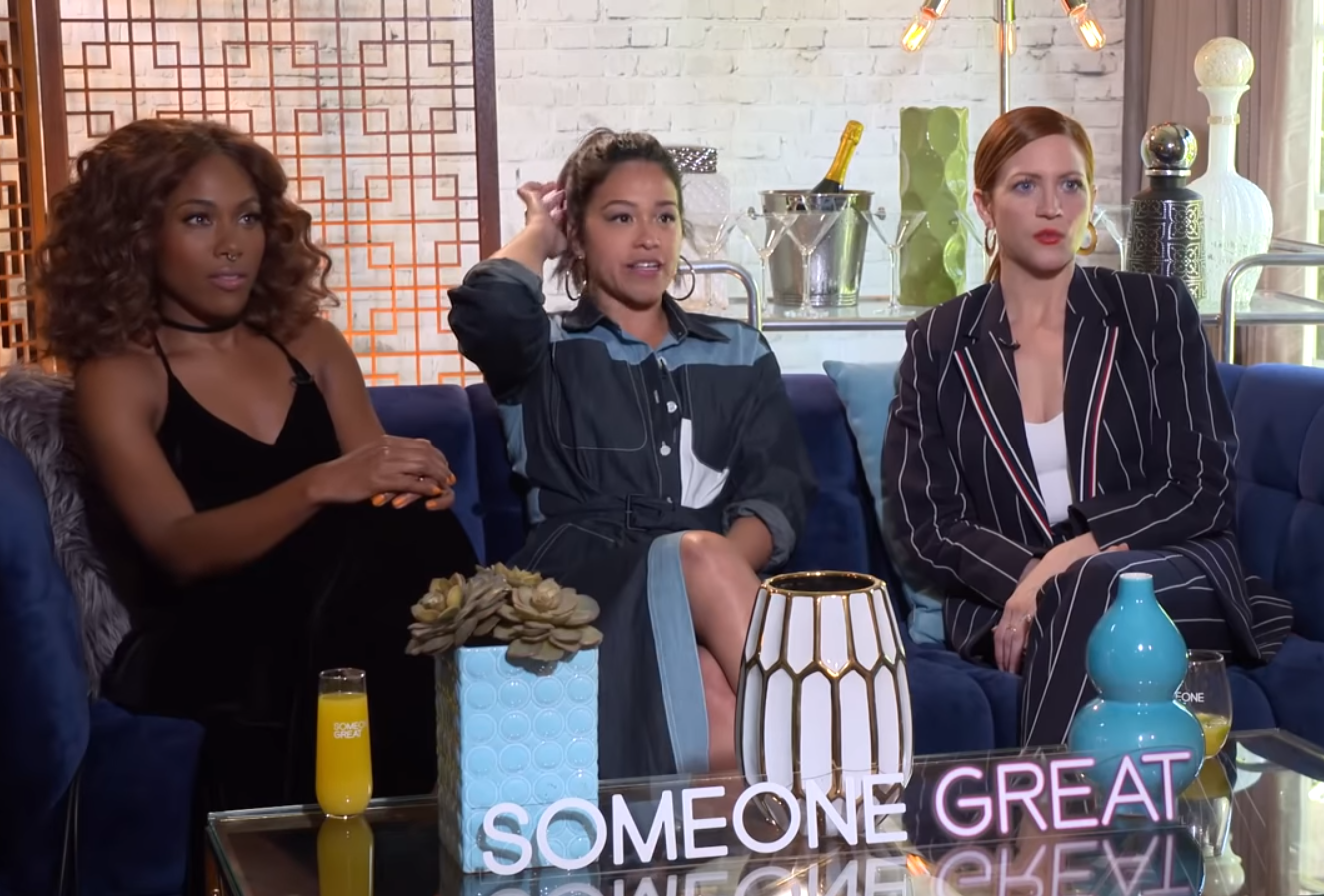
DeWanda Wise, Gina Rodriguez e Brittany Snow presentano il film in un programma televisivo

Nel febbraio 2018, Gina Rodriguez ha firmato un contratto per recitare e produrre nel primo film di Jennifer Kaytin Robinson. Nel marzo 2018, Brittany Snow, DeWanda Wise e Lakeith Stanfield sono entrati a far parte del cast. Nell'aprile 2018, Rosario Dawson si è unita al cast del film.
Le riprese del film sono iniziate il 2 aprile 2018.